# Патон, Евгений Оскарович

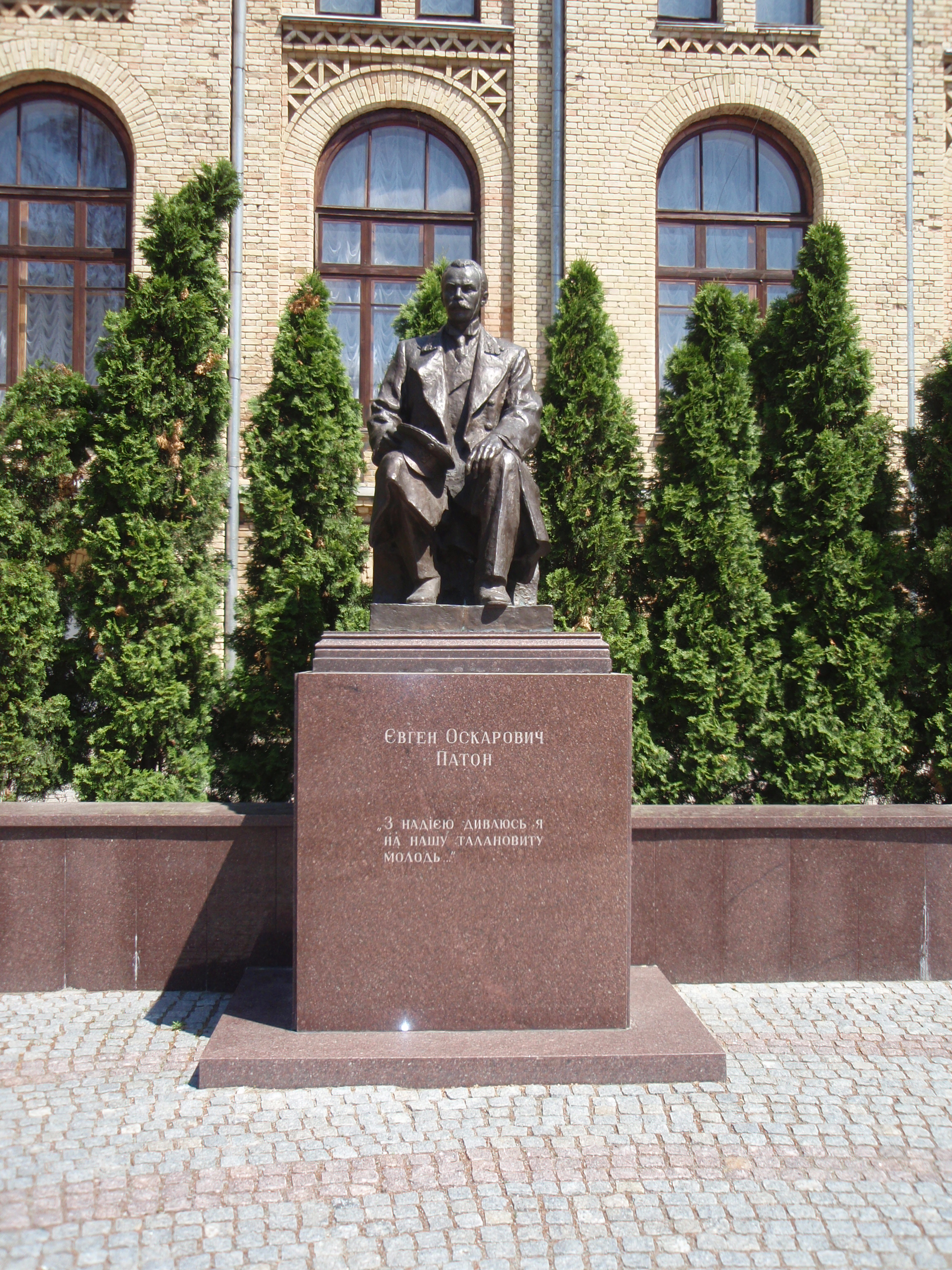
Памятник Е. О. Патону в Киеве

Евге́ний О́скарович Пато́н (4 марта, по другим данным — 5 марта 1870, Ницца, Франция — 12 августа 1953, Киев) — советский учёный-механик и инженер, работавший в области сварки, мостостроения и строительной механики. Руководитель Института электросварки, который с 1953 года носит его имя. Герой Социалистического Труда (1943), лауреат Сталинской премии.
Известен работами по вопросам статики сооружений и конструирования железных мостов. Сформулировал принципы расчёта и построения клёпаных мостов, спроектировал и руководил постройкой свыше 50 таких мостов.

## Биография
Родился в Ницце в семье русского консула, бывшего военного инженера (капитана лейб-гвардии Конно-пионерного дивизиона) Оскара Петровича Патона (1823—1893) (по происхождению потомок приехавшего в Россию кухмейстера начала XVIII в. Георга Патона). Всего в семье Е.О. Патона было семеро детей: пять сыновей и две дочери.
В 1894 году окончил Дрезденский политехнический институт (Германия), а в 1896 году — Институт инженеров путей сообщения (Санкт-Петербург).
Преподавал в Московском инженерном училище путей сообщения (1899—1904) и в Киевском политехническом институте (1904—1938), Киевском строительном техникуме железнодорожного транспорта (Киевский транспортно-технологический колледж, г. Киев, улица Винницкая 10).
В 1934 году Е. О. Патон создал в Киеве Институт электросварки АН УССР, директором которого оставался до конца жизни.
В 1946—1953 годах был депутатом Верховного Совета СССР.
Умер 12 августа 1953 года. Похоронен в Киеве на мемориальном Байковом кладбище (в 1954 году установлен надгробный памятник из бронзы и гранита работы архитектора А. М. Милецкого).

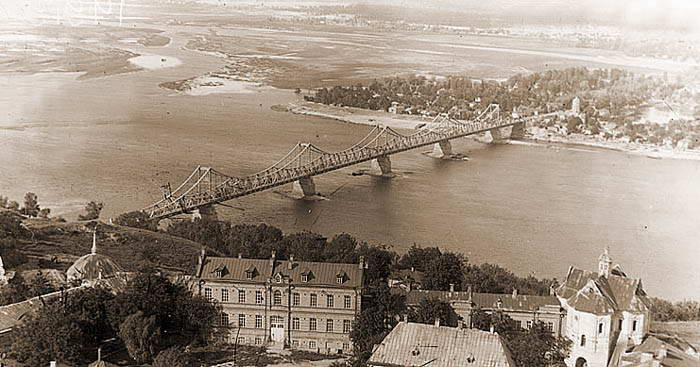
Мост имени Евгении Бош в Киеве (фото 1930-х гг.)

В 1909—1911 г. по его проекту построен Мухранский мост через Куру в Тифлисе (в 1966 году мост перестроен).
В 1925 году по проекту Е. О. Патона в Киеве был создан Мост имени Евгении Бош (с использованием фрагментов прежнего Николаевского цепного моста, взорванного польскими интервентами, однако с совершенно новой конструкцией).
В 1929 году основал в Киеве сварочную лабораторию и Электросварочный комитет. Руководитель Сварочного комитета и лаборатории сварки (1929—1933), на базе которых и был в 1934 г. создан Институт электросварки.
В 1929—1938 годах Е. О. Патоном проведён ряд первичных исследований прочности и эксплуатационной надёжности сварных конструкций. В этот период Евгений Оскарович Патон сформулировал основные положения по технологическим основам дуговой сварки.
В 1941—1943 годах Евгений Оскарович разрабатывает технологию сварки специальных сталей, исследует физические основы горения дуги под флюсом, свариваемость металлов, руководит работами по созданию производства сварных труб, сосудов, машин различного назначения, создаёт новый класс сварных конструкций. Под его руководством в оборонную промышленность внедрены оборудование и технология автоматической сварки специальных сталей, танков, бомб. Внёс значительный вклад в наращивание выпуска танков Т-34 в годы войны за счёт внедрения, сначала на заводе № 183, а затем и на всех остальных танковых заводах автоматической сварки под флюсом. Автоматы скоростной сварки (АСС) позволили снизить трудоёмкость изготовления корпуса танка Т-34 в восемь раз, а также не требовали от рабочих высокой квалификации, глубоких специальных знаний и больших физических усилий, поэтому автосварщиками могли работать подростки и женщины-разнорабочие.
Указом Президиума Верховного Совета СССР «О присвоении звания Героя Социалистического Труда действительному члену Украинской Академии наук Патону Евгению Оскаровичу» от 1 марта 1943 года за «выдающиеся достижения, ускоряющие производство танков и металлоконструкций» удостоен звания Героя Социалистического Труда с вручением ордена Ленина и медали «Золотая Звезда».
В послевоенные годы возглавил исследования по созданию научных основ сварки и широкому внедрению сварки в промышленность, созданию и внедрению поточных сборочно-сварочных линий.

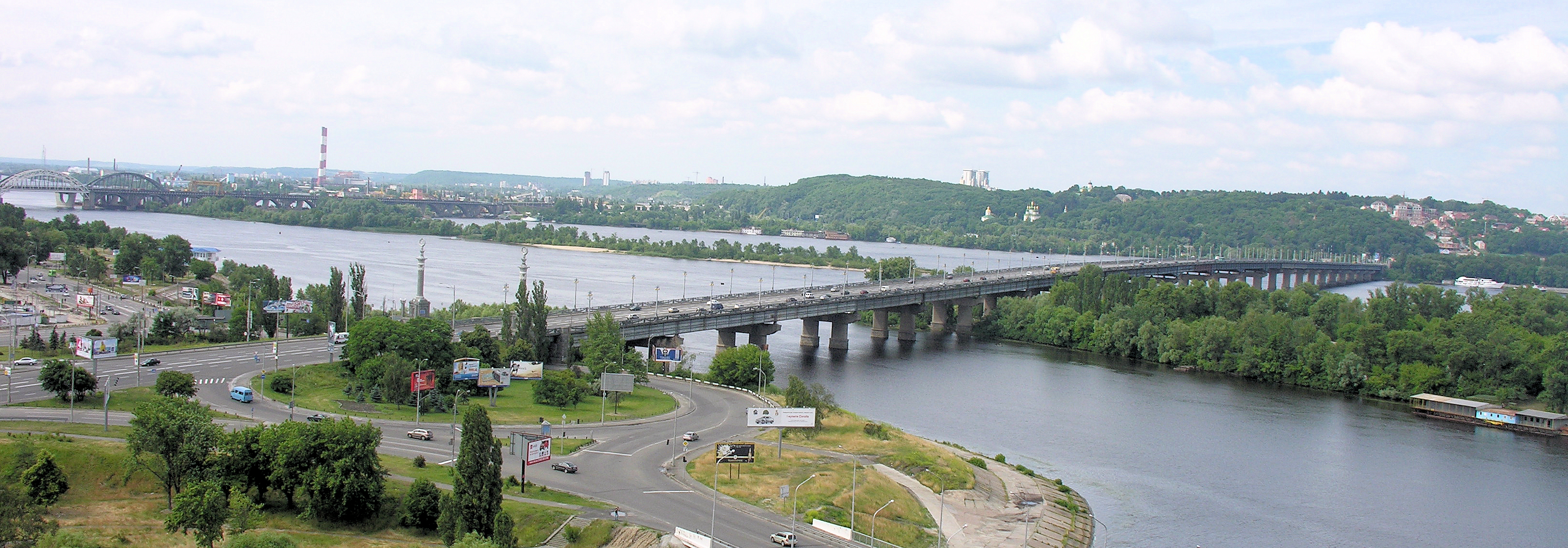
Мост Патона в Киеве

Становится автором и руководителем проектов более 100 сварных мостов. Среди них — один из крупнейших мостов мира: расположенный в Киеве цельносварной мост через Днепр, известный в настоящее время как Мост Патона.

## Научная школа
Евгений Оскарович Патон создал школу мостостроителей. В 1934 году он впервые в мире создаёт специализированный Научно-исследовательский институт электросварки. В настоящее время этот институт, входящий в систему Национальной академии наук Украины, носит его имя.

## Семья
В первый брак вступил 8 января 1893 года, несмотря на противодействие отца, с вдовой Евгенией Николаевной Киселевской (1851—?), старше его на 19 лет. Брак был расторгнут в 1915 году ввиду трёхлетнего безвестного отсутствия жены.
Второй брак (8 февраля 1916) — с Натальей Викторовной Будде (1884—1971), дочерью известного военачальника, генерала от инфантерии Виктора Эммануиловича Будде и Александры Павловны Будде (ур. баронессы Местмахер). В этом браке родились двое сыновей: Владимир (1917—1987) и Борис (1918—2020).

## Память

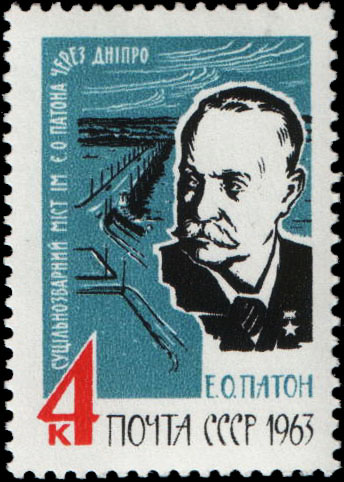
Е. О. Патон на марке Почты СССР

- Имя Е. О. Патона носит Научно-исследовательский институт электросварки, основу коллектива которого составляют его ученики.
- Имя Е. О. Патона носит Днепропетровский техникум сварки и электроники.
- Имя Е. О. Патона присвоено Мосту Патона в Киеве.
- В ряде городов имеются улицы, названные в честь Е. О. Патона. Среди них:

- Львов;
- Нижний Тагил Свердловской области;
- Харцызск Донецкой области;
- Буча Киевской области (здесь имя учёного получила улица, на которой находилась его дача);
- Каховка Херсонской области;
- Херсон.

- В честь Е. О. Патона назван астероид (2727) Патон, открытый 22 сентября 1979 г. Н. С. Черных[11].
- В 1963 году в честь Е. О. Патона была выпущена марка Почты СССР.
- Мемориальная доска в честь Е. О. Патона открыта на проходной института ЦНИИТМАШ в Москве.
- В 1986 году был снят биографический фильм о нём «Мост через жизнь». в главной роли — Александр Филиппенко.

## Звания и должности
- доктор технических наук,
- профессор (1901),
- действительный член АН УССР (1929),
- член Президиума АН УССР (1935—1953),
- вице-президент АН УССР (1945—1952).
- Герой Социалистического Труда (1 марта 1943),
- заслуженный деятель науки УССР (1940).

## Награды
- Герой Социалистического Труда (1 марта 1943) — за выдающиеся достижения, ускоряющие производство танков и металлоконструкций
- Сталинская премия I степени (14 марта 1941) — за разработку метода и аппаратуры скоростной автоматической электросварки
- Орден Ленина (1 марта 1943) — за выдающиеся достижения, ускоряющие производство танков и металлоконструкций
- Орден Ленина (20 января 1943)
- орден Отечественной войны I степени (1 октября 1944)
- два ордена Трудового Красного Знамени (22 июня 1940, в связи с 70-летним юбилеем со дня рождения и заслугами в области технических наук; 23 января 1948)
- орден Красной Звезды (5 июня 1942)
- медали

## Публикации
- Патон Е. О. Железные мосты. В 4 т. — М., Киев, 1902—1907.
- Патон Е. О. Восстановление разрушенных мостов. — Киев, 1918. — 135 с.
- Патон Е. О. Скоростная автоматическая сварка под слоем флюса. — 2-е изд. — М.—Л.: Машгиз, 1941. — 112 с.
- Патон Е. О. Избранные труды. В 3 т. — Киев: Изд-во АН УССР, 1959—1961.
- Патон Е. О. Воспоминания / Лит. запись Ю. Буряковского. — Киев: Гослитиздат УССР, 1955. — 324 с.
- Патон Е. О. Воспоминания. — М. : Молодая гвардия, 1958. — 368 с. — (ЖЗЛ; Вып. 258). — 25 000 экз.